# 上級財

上級財の例:
所得がB1からB3に増加すると、効用曲線Iの外向きの移動によって財X^{1}の数量が連動して増加する。したがって、X^{1}は上級財である。言い換えれば、正の傾きを持つ所得消費曲線はX^{1}が上級財であることを示している。また、X^{1}のエンゲル曲線も正の傾きを持つ。

上級財（じょうきゅうざい、normal good）または正常財（せいじょうざい）とは、下級財（劣等財）とは異なり、所得の増加によって需要が増加する財である。例えば賃金の上昇によって所得が増加した場合、その結果として需要が増加する財が上級財と呼ばれる。逆に、賃金の低下や解雇などによって所得が減少した場合、上級財の需要は減少する。

## 財の分類について
「上級財」は「下級財（または劣等財）」の程度的反対語である。もしある商品の需要が所得とともに増加するが、支出の割合が増加しないなら、それは必需品（necessity goods）である。もしある商品の需要が所得とともに増加するが、支出の割合が増加するなら、それは奢侈財（luxury goodsまたはsuperior goods）である。
日本の経済学の教科書等では、「正常財（normal good）」を「上級財」の同義語とするケースが一般的である。

## 分析
上級財においては、所得と需要の間に正の相関関係がある。つまり、所得と需要は同じ方向に変化する。このことは、上級財における需要の所得弾力性が正の値を持つことを意味する。
経済学では、弾力性、とりわけ需要の所得弾力性の概念が、上級財を説明する鍵となる。需要の所得弾力性は、消費者所得の変化に対して財の需要がどの程度変化するかを測定するものであり、次の式で計算される。
需要の所得弾力性 ＝ 需要量の変化率 ÷ 消費者所得の変化率。
数学的には次のように表される。
{\displaystyle \xi _{i}={\frac {\Delta Q/Q}{\Delta Y/Y}}}
ここで{\displaystyle Q}は変化前の需要量、{\displaystyle Y}は変化前の所得である。
需要の所得弾力性が0より大きく1未満の場合、その財は必需品に分類される。例えば、所得が30％増加したときにリンゴの需要が10％増加したとすると、リンゴの所得弾力性は0.33となり、リンゴは必需品とみなされる。他の財も所得弾力性によって分類され、奢侈財は1より大きな値を、劣等財は1未満の値を持つ。奢侈財も需要と所得の間に正の相関関係があるが、奢侈財ではより大きな所得割合が費やされる（例: スポーツカー）。実際には、高所得層は奢侈財に多く支出し、低所得層は必需品に多くの所得を費やす傾向がある。
ただし、必需品と奢侈財の分類は人によって異なることがある。多くの人にとって必需品とされる財が、ある人にとっては奢侈財である場合もある。これは、地理的条件、国の社会経済的状況、地域の伝統など多くの要因によって左右される。

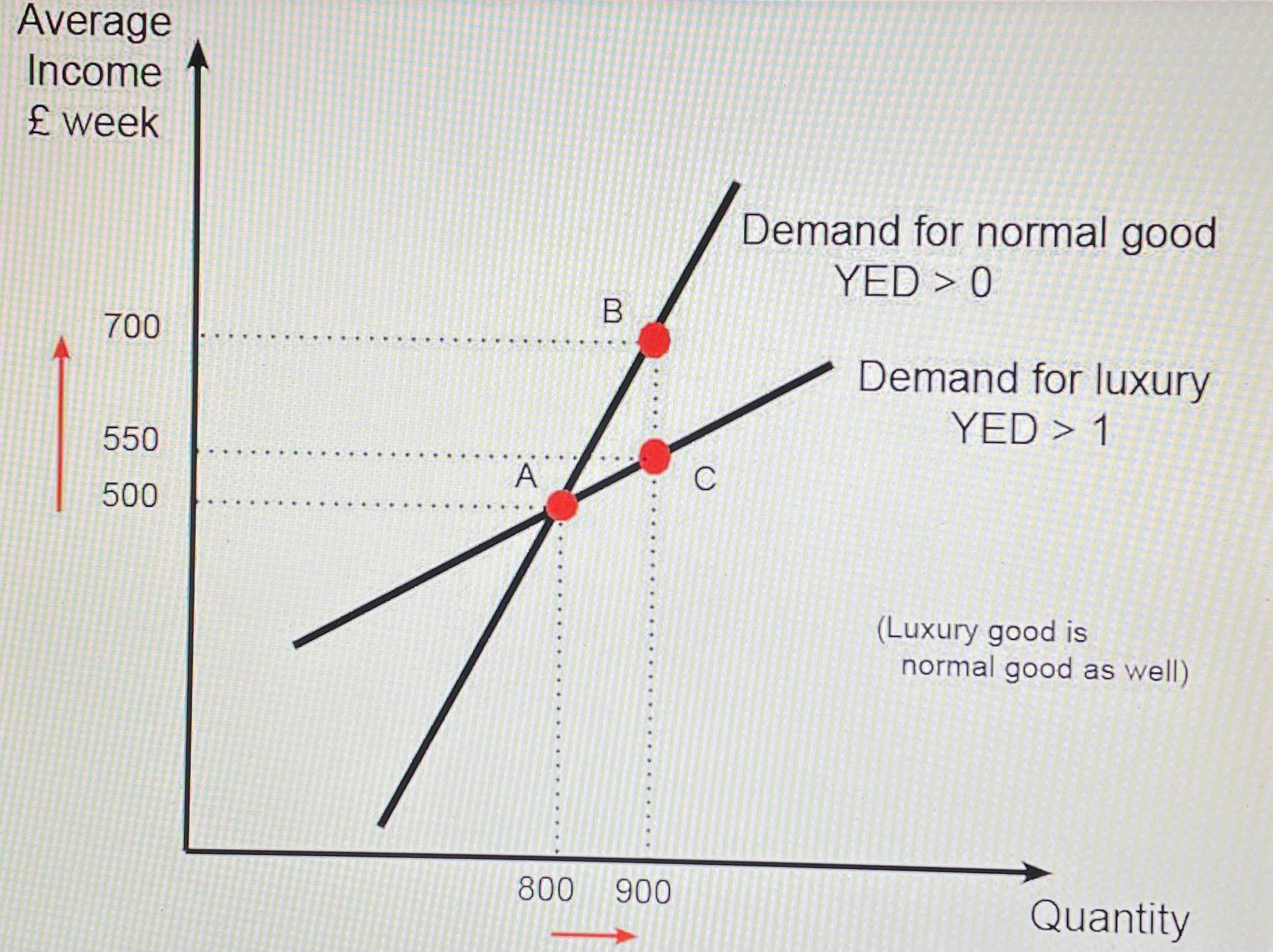
このグラフは、所得の変化による正常財と奢侈財の需要の変化を示している。所得が500から700に増加すると、正常財の需要は800から900に増加する。